# Drábsko
Drábsko é um município da Eslováquia, situado no distrito de Brezno, na região de Banská Bystrica. Tem 4,77 km² de área e sua população em 2018 foi estimada em 197 habitantes.

## Demografia
| Ano:        | 1994 | 2004    | 2014    | 2024    |
| ----------- | ---- | ------- | ------- | ------- |
| Broj ljudi: | 274  | 246     | 209     | 156     |
| Razlika:    |      | -10,21% | -15,04% | -25,35% |

| Ano:               | 2023 | 2024   |
| ------------------ | ---- | ------ |
| Número de pessoas: | 161  | 156    |
| Diferença:         |      | -3,10% |